# Олецький повіт
Олецький повіт (пол. powiat olecki) — один з 19 земських повітів Вармінсько-Мазурського воєводства Польщі.
Утворений 1 січня 1999 року в результаті адміністративної реформи.

## Загальні дані
Повіт знаходиться у східній частині воєводства.
Адміністративний центр — місто Олецько.
Станом на 1.01.2008 населення становить 34 012 осіб, площа 874 км².
На терени повіту був депортований 271 українець з української етнічної території Володавського повіту в 1947 році (т. з. акція «Вісла»).

## Демографія
Демографічні дані повіту станом на 1 stycznia.2008:
|       | Всього | Всього | Жінки  | Жінки | Чоловіки | Чоловіки |
| ----- | ------ | ------ | ------ | ----- | -------- | -------- |
|       | осіб   | %      | осіб   | %     | осіб     | %        |
| Повіт | 41 490 | 100    | 24 078 | 50,6  | 17 412   | 49,4     |
| Міста | 18 490 | 100    | 10365  | 52,2  | 8125     | 47,8     |
| Села  | 23 000 | 100    | 13713  | 49,2  | 9287     | 50,8     |